# 羊水過多症
羊水過多症（ようすいかたしょう、英語: polyhydramnios）とは羊水が800ml以上になるような病態である。早産の原因となるほか、様々な異常の徴候でもある。羊水量を測定するのに近年はエコーでみることが多い。羊水ポケットが8cm以上であれば羊水過多症と診断する。羊水量は正常妊娠でも様々な値をとるため診断は非常に難しい。一般には正常妊娠では妊娠8ヶ月で羊水量は最大で約700mlになるといわれている。

## 原因
- 母体の異常
  - 糖尿病
  - 心疾患、腎疾患、肝疾患
- 胎児付属物の異常
  - 羊膜炎
- 胎児の異常
  - 胎児奇形（無脳児、水頭症、脊椎破裂、消化管閉鎖）
  - 多胎
  - 胎児水腫

## 症状
基本的に母体、胎児に様々な症状を起こし、分娩異常も起こしえる。
- 母体の異常
母体の症状としては、子宮が大きくなるということと、羊水過多症の原因疾患の症状が出ることとなる。腹部腫大、子宮底上昇、横隔膜挙上、胃の圧迫、呼吸困難などがみられる。また胎動が認めにくいのも特徴である。妊娠高血圧症候群を合併しやすい。
- 胎児の異常
胎児には早産、低出生体重児、IUGR、先天奇形、胎位異常が認められることがある。
- 分娩の異常
前期破水、常位胎盤早期剥離、微弱陣痛、弛緩出血などがおこりやすい。

## 診断
色素希釈法は侵襲的かつ煩雑な手技を要するため、今日ではほとんど行われていない。
超音波断層法による定量的な評価法として、羊水ポケット法（maximal vertical pocket, MVP）や羊水インデックス法（amniotic fluid index, AFI）が用いられることが多い。
MVP で 8cm 以上、または AFI で 24–25 cm 以上が羊水過多の定義として用いられる。

## 治療
基本的に羊水過多症はその他の治療可能な疾患を見つける所見のようなものである。治療としては、安静、減塩、水分制限、利尿薬くらいしかすることはない。それでも苦痛が軽減しなければ羊水を抜き取ることもある。これは早産の予防効果もある。